# International Motor Car Company

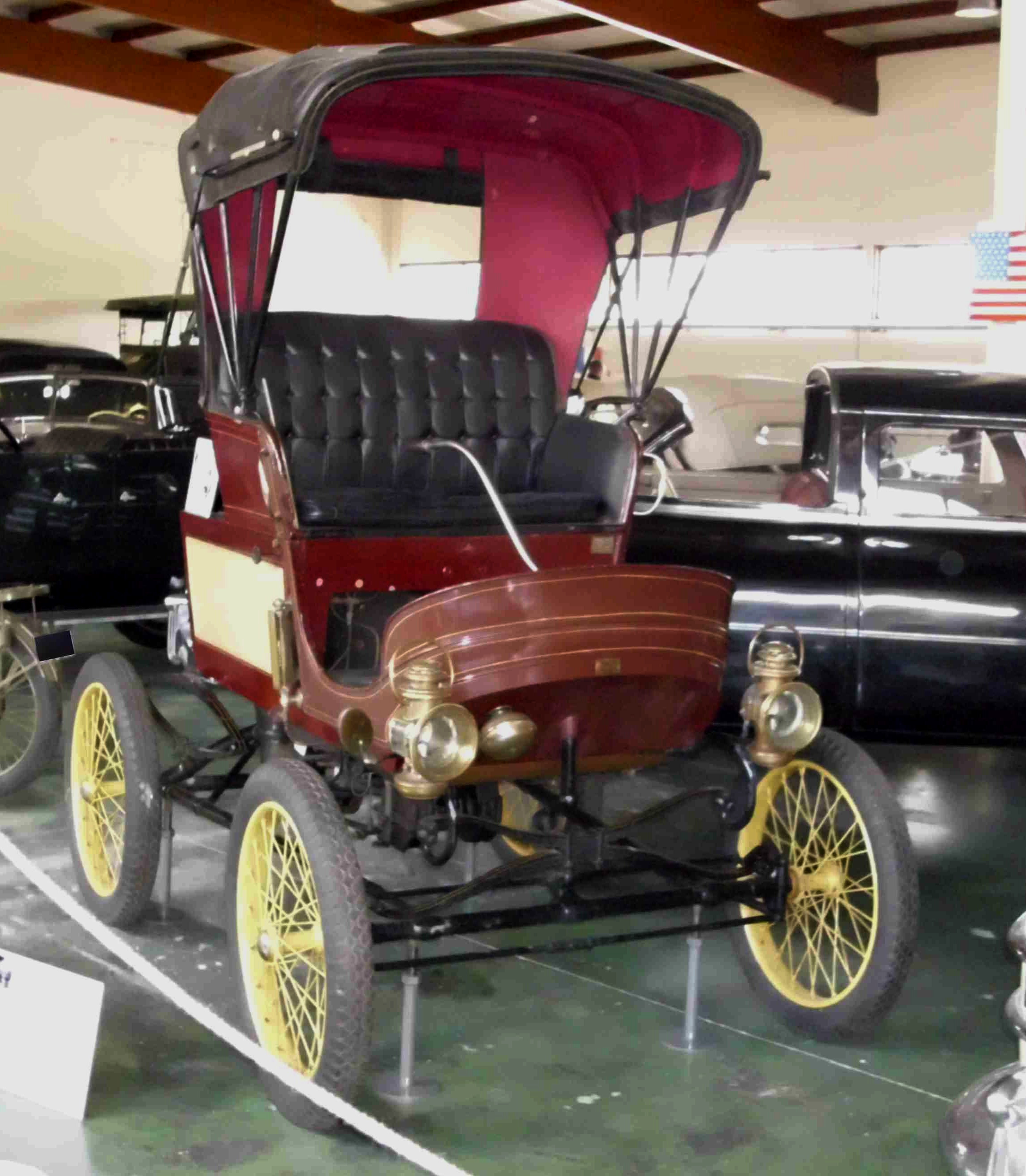
Toledo-Dampfwagen von 1901

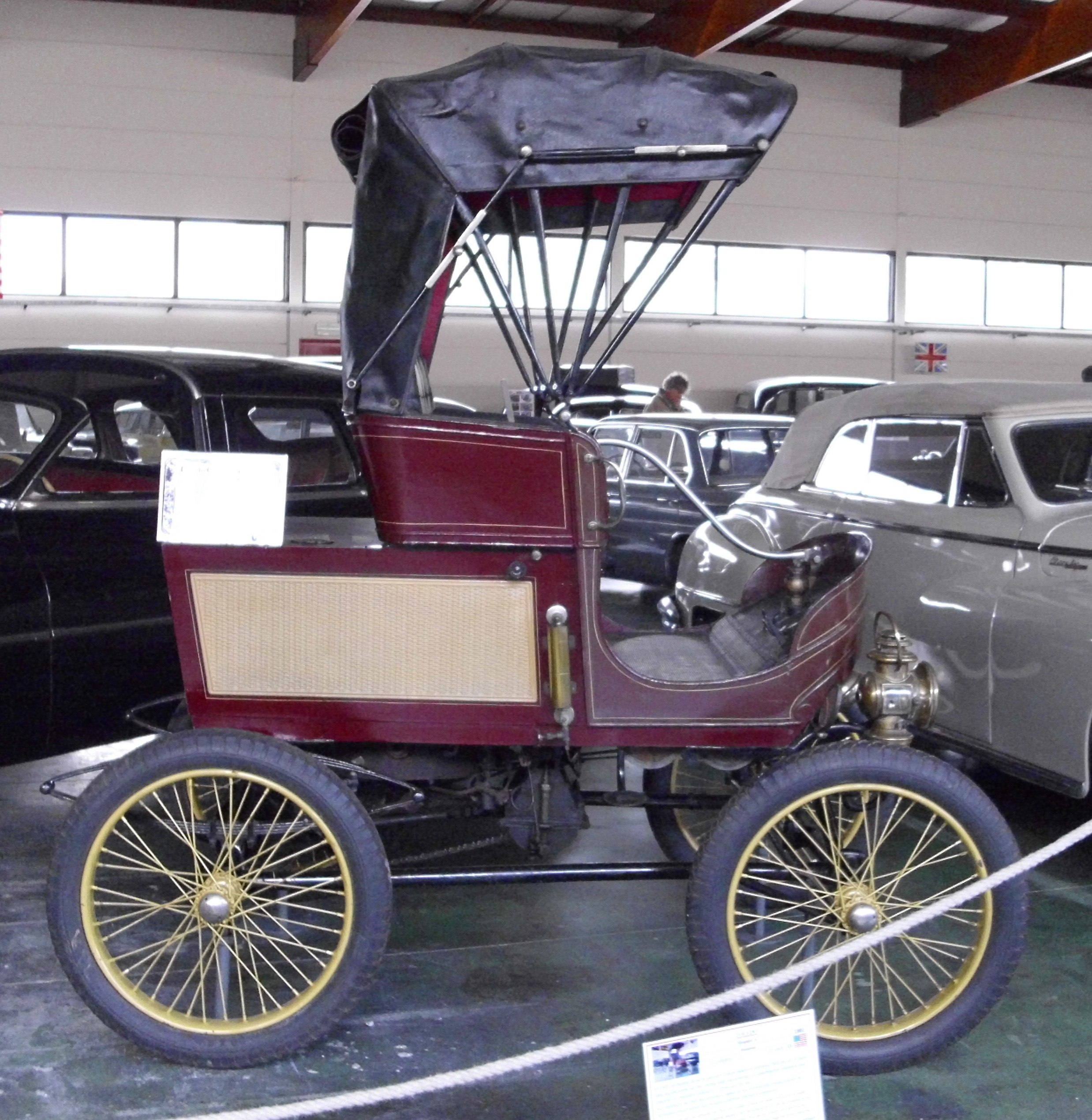
Seitenansicht

Toledo-Dampfwagen von 1902

International Motor Car Company war ein US-amerikanischer Hersteller von Automobilen.

## Unternehmensgeschichte
Die American Bicycle Company kündigte im September 1900 die Entwicklung eines Kraftfahrzeugs an. Im November 1900 stand der Prototyp auf der New York Automobile Show. Es trug den Namen Billings, nach dem Konstrukteur Frederick Billings.
Anfang 1901 beschloss die American Bicycle Company, ein separates Unternehmen für die Produktion zu gründen und ihr Werk in Toledo in Ohio zu nutzen. Die Produktion von Automobilen begann. Der Markenname lautete zunächst International und ab Ende 1901 Toledo. 1903 endete die Produktion.
Die Pope Motor Car Company wurde am 27. Mai Nachfolger des Unternehmens.
Es gab keine Verbindungen zu den anderen US-amerikanischen Automobilherstellern der Marke International: International Motor Carriage Company, International Harvester und International Automobile Company.

## Fahrzeuge

### Markenname International
Im Angebot standen die Modelle Toledo und Westchester. Es waren Dampfwagen. Die Aufbauten waren offene Runabouts mit zwei Sitzen.

### Markenname Toledo
Eine Modellreihe waren weiterhin Dampfwagen. Der Dampfmotor hatte zwei Zylinder und leistete 6,25 PS. Die Fahrzeuge hatten Kettenantrieb. Gelenkt wurde mit einem Lenkhebel. 1902 gab es Model A als Runabout, Model B als Carriage, Model C als Surrey, den Junior als Runabout und einen Tourenwagen. 1903 gab es den Standard und den Junior als Runabout, einen Dos-à-dos sowie ein Model A ohne bekannten Aufbau.
Im Modelljahr 1902 erschien erstmals ein Fahrzeug mit einem Ottomotor. Es hatte einen Dreizylindermotor mit 16 PS Leistung. Das Fahrgestell hatte 213 cm Radstand. Der offene Tourenwagen bot Platz für fünf Personen. Hiervon entstanden 50 Stück. 1903 standen drei Modelle zur Auswahl. Das schwächste hatte einen Zweizylindermotor mit 12 PS Leistung und 193 cm Radstand. Das mittlere entsprach dem Vorjahresmodell, abgesehen von einer auf 18 PS erhöhten Leistung. Das Spitzenmodell hatte einen Dreizylindermotor mit 24 PS Leistung und einen Radstand von 239 cm. Alle waren als Tourenwagen karosseriert.

## Modellübersicht
| Jahr | Marke         | Modell      | Zylinder | Leistung (PS) | Radstand (cm) | Aufbau                                  |
| ---- | ------------- | ----------- | -------- | ------------- | ------------- | --------------------------------------- |
| 1901 | International | Toledo      |          |               |               | Runabout                                |
| 1901 | International | Westchester |          |               |               | Runabout                                |
| 1902 | Toledo        | Steamer     | 2        | 6,25          |               | Runabout, Carriage, Surrey, Tourenwagen |
| 1902 | Toledo        | Gasoline    | 3        | 16            | 213           | Tourenwagen 5-sitzig                    |
| 1903 | Toledo        | Steamer     |          |               |               | Runabout, Dos-à-Dos                     |
| 1903 | Toledo        | Gasoline    | 2        | 12            | 193           | Tourenwagen                             |
| 1903 | Toledo        | Gasoline    | 3        | 18            | 213           | Tourenwagen                             |
| 1903 | Toledo        | Gasoline    | 3        | 24            | 239           | Tourenwagen                             |